# Pomoravlje

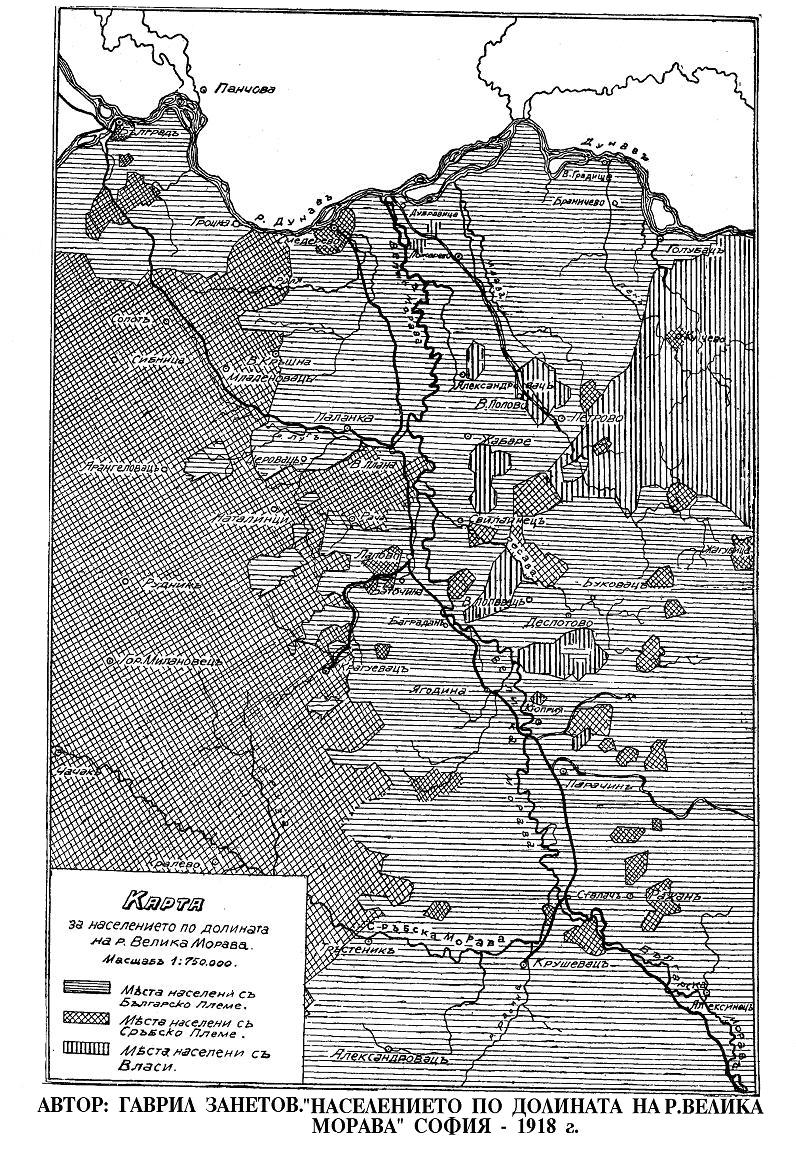
Mapa etnográfico búlgaro de 1918

Pomoravlje (em sérvio:  Поморавље; em búlgaro:  Поморавие) é uma região histórica búlgara que atualmente faz parte da Sérvia. Juntamente com a área ao longo do rio Timok, foi reivindicada e incluída no Reino da Bulgária durante a participação da Bulgária na Primeira e na Segunda Guerras Mundiais.
Hoje, politicamente correto, esse território é chamado de Sérvia Oriental, e no passado bizantino era Tema da Bulgária, e no século XIX era chamado pelos chauvinistas sérvios — Sérvia Velha.
As fronteiras do distrito começam na Macedônia, cobrem o rio Ibar e daí para Belgrado dividem o distrito de Šumadija pela metade. Norte de Pomoravlje — na Voivodina existem diferentes povos, incluindo os búlgaros Banato que são católicos e usam o Búlgaro do Banato.